# Гордеев, Сергей Владимирович
Серге́й Влади́мирович Горде́ев (род. 10 октября 1970, Москва) — российский режиссёр-аниматор, сценарист, художник, фотограф.

## Биография
Родился 10 октября 1970 года. Окончил Московский Физико-технический институт в 1993 году. Годом ранее, в 1992, поступил на курсы аниматоров Московской анимационной студии «Пилот».
После окончания института начал работать на студии «Пилот» как художник-аниматор, с 1995 года — как режиссёр.
С 1999 по 2003 год работал за рубежом. Сотрудничал со студиями Varga Studio (Будапешт, Венгрия) и Folimage Studio (Валанс, Франция). Принимал участие в создании более 40 рекламных роликов и телезаставок, а также компьютерных игр. Потом вернулся в Россию и продолжил сотрудничество со студией «Пилот».
В 1995—1996 годах участвовал в создании серии мультфильмов про Братьев Пилотов.
В 2002 году создал несколько серий мультипликационного сериала «Мистер Бин» на Varga Studio.
С 2004 года участвовал в создании мультфильмов из цикла «Гора самоцветов».
В 2006 году создал 2 серии цикла «Смешарики».
В 2006 и 2008 годах работы Сергея принимали участие в фестивале комиксов КомМиссия.
В 2011 году Фотоколлаж Сергея «Коломбина» вошел в книгу «Видение тайны» (Загадочные картины в прошлом и настоящем) изд-ва «Кучково Поле».
Многократно публиковался у журналах «Digital Photo», «Лучшие цифровые камеры», «Потребитель», «Фотодело».
В настоящее время вместе с женой Галиной ведет в on-line Фотошколе курс «Творчество и постобработка в Adobe Photoshop».

## Фильмография

### Режиссёр-постановщик
- 2004 — «Лиса-сирота»[7] (мультфильм) из цикла «Гора самоцветов»
- 2004 — «Шейдулла-лентяй»[8] (мультфильм) из цикла «Гора самоцветов»

### Режиссёр
- 1996 — «Братья Пилоты вдруг решили поохотиться» (мультфильм)[9]
- 2002 — «Мистер Бин». Стрижка. Свидание. Ресторан. Супер-вагонетка (мультфильм)
- 2003 — «Кинг» (мультфильм)
- 2003 — «LОО» (мультфильм)
- 2005 — «Большой петух» (мультфильм) из цикла «Гора самоцветов»
- 2006 — «Кордебалет» (мультфильм) из цикла «Смешарики»
- 2006 — «Мисс Вселенная» (мультфильм) из цикла «Смешарики»
- 2006 — «Волшебный сад» (мультфильм)
- 2007 — «Бедный Йорик» (мультфильм)
- 2009 — «Рогатый Хан» (мультфильм) из цикла «Гора самоцветов»
- 2009 — «Над городом» (художественный фильм)
- 2010 — «Проделки лиса» (мультфильм) из цикла «Гора самоцветов»
- 2013 — «Тимоха и Серый» (мультфильм) из цикла «Везуха!»
- 2021 — «Дело об Анубисе и сбежавшей мумии» (мультфильм) из цикла «Приключения Пети и Волка»
- 2021 — «Дело о неполной колоде» (мультфильм) из цикла «Приключения Пети и Волка»
- 2024 — «Дело о мешке с подарками» (мультфильм) из цикла «Приключения Пети и Волка»
- 2025 — «Дело об Атланте-трудоголике» (мультфильм) из цикла «Приключения Пети и Волка»

### Сценарист и художник
- 2003 — «Кинг» (мультфильм)
- 2003 — «LОО» (мультфильм)
- 2007 — «Бедный Йорик» (мультфильм)

### Художник-постановщик
- 2007 — «Бедный Йорик» (мультфильм)

### Художник-аниматор
- 1995 — «Братья Пилоты снимают клип для MTV» (мультфильм)
- 1996 — «Братья Пилоты по вечерам пьют чай» (мультфильм)
- 1996 — «Братья Пилоты вдруг решили поохотиться» (мультфильм)
- 1998 — «Кнопик И Ко. Блиц-турнир» (мультфильм)
- 1998 — «Кнопик И Ко. Буря в пустыне» (мультфильм)
- 1998 — «Кнопик И Ко. Цветочки-ягодки» (мультфильм)
- 2003 — «La prophetie des Grenouilles» (мультфильм)
- 2003 — «Кинг» (мультфильм)
- 2004 — «Шамбала» (мультфильм)
- 2009 — «Рогатый хан» (мультфильм) из цикла «Гора самоцветов»
- 2009 — «День Рождения Алисы» (мультфильм)
- 2009 — «Над городом» (художественный фильм)
- 2010 — «Princessin Lillifee»
- 2010 — «Проделки лиса» из цикла «Гора самоцветов»
- 2012 — «Облачный край» (мультфильм) из цикла «Куми-Куми»
- 1997 — «Довгань-шоу» (телевизионная заставка)
- 1997 — «Спокойной ночи, малыши» (заставка)

### Оператор
- 1997 — «Спокойной ночи, малыши» (заставка)

## Призы и награды, полученные за мультфильм «Бедный Йорик»

### Победитель
- Приз Александра Татарского на Российском фестивале анимационного кино в Суздале
- Специальное упоминание на Международном фестивале короткометражного кино In the Palace
- Лучшая композиторская работа на Международном фестивале короткометражного кино в Sapporo
- Выбор детей. Бронзовая награда на Международном фестивале короткометражного кино в Sapporo
- Выбор школьного жюри на Международном фестивале детского кино в Leffis

### Конкурсный отбор
- На Международном фестивале короткометражного кино Leith
- На Международном фестивале короткометражного кино Montecantini
- На Международном фестивале короткометражного кино Stolac
- На Международном фестивале анимационного кино Anima Mundi
- На Российском кинофестивале в Выборге
- На Международном кинофестивале Anonimul
- На Международном фестивале короткометражного кино Concorto
- Московская премьера на московском кинофестивале
- На Международном фестивале анимационного кино Animadrid
- На Международном фестивале анимационного кино Tindirindis
- На Международном фестивале анимационного кино Banjaluka
- На Международном фестивале анимационного кино БМФ
- На Международном фестивале короткометражного кино Izmir
- На Международном фестивале анимационного кино Cinanima
- На Международном фестивале короткометражного кино Busho
- На Международном фестивале анимационного кино Крок